# Begonia ferruginea
Espèce
Synonymes
- Begonia ferruginea var. dilatata L.B.Sm. & B.G.Schub.[1]
- Begonia magnifica (Klotzsch) Linden[1]
- Casparya ferruginea (L.f.) A.DC.[1]
- Stibadotheca ferruginea (L.f.) Klotzsch[1]
- Stibadotheca magnifica Klotzsch[1]

Begonia ferruginea est une espèce de plantes de la famille des Begoniaceae. Ce bégonia est originaire du nord de l'Amérique du Sud. L'espèce fait partie de la section Casparya. Elle a été décrite en 1782 par Carl von Linné le Jeune (1741-1783). L'épithète spécifique ferruginea signifie « de couleur rouille ».

## Répartition géographique
Cette espèce est originaire des pays suivants : Colombie ; Venezuela.

## Liste des variétés
Selon Tropicos (6 février 2017) (Attention liste brute contenant possiblement des synonymes) :
- variété Begonia ferruginea var. dilatata L.B. Sm. & B.G. Schub.
- variété Begonia ferruginea var. ferruginea